# Ивана Терзић
Ивана Терзић (Шабац, 1985) српска је позоришна, телевизијска и филмска глумица.

## Биографија
Рођена 1985. године у Шапцу. Дипломирала је на Факултету уметности Приштина (са седиштем у Косовској Митровици) у класи професора Божидара Бошка Димитријевића. Након дипломирања 2011. године уписала је мастер студије на катедри за глуму, на Факултету драмских уметности у Београду, код ментора Драгана Петровића Пелета и 2013. године их успешно приводи крају.
Као редитељ и педагог успешно води Омладинску сцену Позоришта „Јанко Веселиновић” у Богатићу. Од 2014. године на челу је Шабачке индустрије културе (ШИК), удружења које се бави унапређењем савременог уметничког стваралаштва и развојем креативности и иновативности младих уметника. Учествовала је у оснивању Градског позоришта Чачак, са премијерном представом „Триптих о радницима”, у режији Југа Ђорђевића 
Поред ангажмана у Шабачком позоришту, сарађивала са Битеф театром и Хартефакт фондацијом у Београду. Поред улога у позоришту, играла је на телевизији и филму.

## Улоге

### Филмографија
| Год.  | Назив                       | Улога                 |
| ----- | --------------------------- | --------------------- |
| 2017. | Сага о 3 невина мушкарца    | професорка сликарства |
| 2018. | Ургентни центар (ТВ серија) | сестра Милка          |
| 2019. | Синђелићи (ТВ серија)       | госпођа               |
| 2019. | Шифра Деспот (ТВ серија)    | рецепционарка         |
| 2020. | Пролећна песма              | Кристина              |